# Moissac-Bellevue
Moissac-Bellevue település Franciaországban, Var megyében. Lakosainak száma 309 fő (2022. január 1.). Moissac-Bellevue Aups, Bauduen, Fox-Amphoux, Régusse és Vérignon községekkel határos.

## Népesség
A település népességének változása:
| Lakosok száma | 304  | 296  | 299  | 291  | 291  | 290  | 297  | 303  | 309  |
|               | 2013 | 2015 | 2016 | 2017 | 2018 | 2019 | 2020 | 2021 | 2022 |